# Mate. Feed. Kill. Repeat.

Coperta albumului
Mate. Feed. KIll. Repeat.

Mate. feed. Kill. Repeat. este primul album de studio lansat de către trupa americană nu metal Slipknot, și este singura lor lansare cu vocalistul original Anders Colsefni. Lansat inițial la 31 octombrie 1996, a fost limitat la producția de 980 exemplare. Datorită numărului foarte mic de exemplare, albumul a devenit tot mai căutat de fani, unele exemplare originale vânzându-se online pentru până la 1.000 USD.
În ciuda faptului că este considerat primul album lansat, trupa îl consideră pe Mate. Feed. Kill. Repeat. pentru a fi un demo, aproape toate melodiile fiind ulterior schimbate, în forme radical diferite. A fost înregistrată în Des Moines, Iowa, pe o perioadă de patru luni. Muzica albumului conține multe influențe, inclusiv funk, jazz și disco, care nu au fost atât de evidente în materialul ulterior. Multe dintre versuri și titlul albumului sunt derivate din jocul de rol Werewolf: The Apocalypse.